# Hamadryas diasia
Hamadryas diasia är en fjärilsart som beskrevs av Hans Fruhstorfer 1916. Hamadryas diasia ingår i släktet Hamadryas och familjen praktfjärilar. Inga underarter finns listade i Catalogue of Life.